# Azowlissè
Azowlissè (ou Azooulissè) est un arrondissement situé dans le Sud du Bénin, dans la commune d'Adjohoun et le département de l'Ouémé.

## Population
Lors du recensement de 2013 (RGPH-4), l'arrondissement d'Azowlissè comptait 22 057 habitants.

## Personnalités nées à Azowlissè
- Adrien Huannou (1946-), poète et universitaire